# Víctor Bravo de Soto Vergara
Víctor Bravo (Saragossa, 23 d'agost de 1983) és un futbolista aragonès, que ocupa la posició de migcampista.
Ha militat en diversos equips de Segona Divisió B, com el FC Barcelona B, la SD Huesca o el Pontevedra CF. Mentre militava al filial de l'Atlètic de Madrid, va arribar a debutar a primera divisió amb els matalassers.